# Nationalpark Khao Yai
Der Nationalpark Khao Yai (thailändisch อุทยานแห่งชาติเขาใหญ่) ist ein Nationalpark in Thailand. Er war der erste Nationalpark in Thailand und wurde am 18. September 1962 eröffnet. Seit dem 14. Juli 2005 steht der „Waldkomplex der Dong-Phaya-Yen-Bergkette mit dem Khao-Yai-Nationalpark“ auf der Liste des Weltkultur- und Naturerbes der Menschheit der UNESCO.

## Geschichte

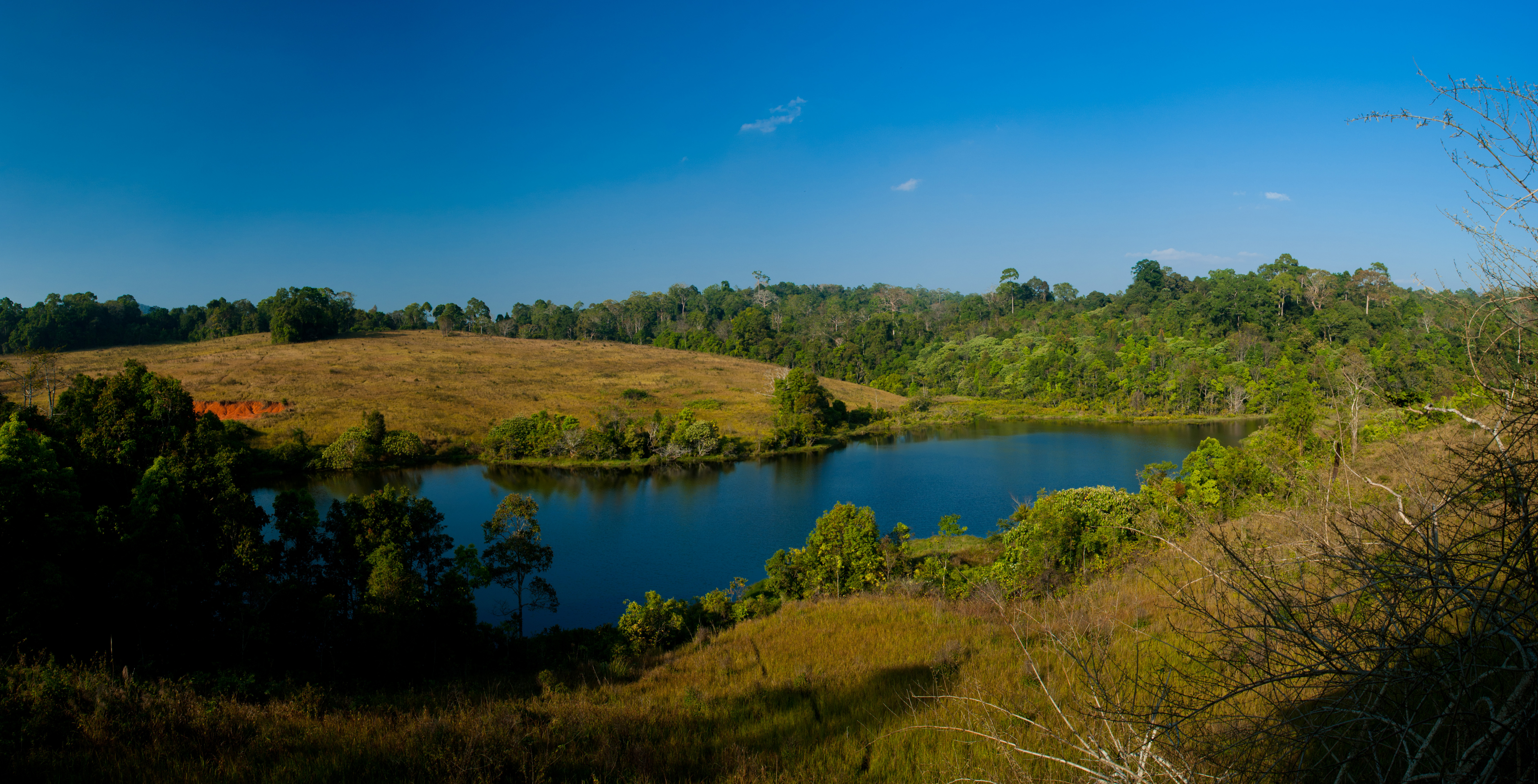
Landschaft im Nationalpark Khao Yai

Maßgeblich beteiligt an der Einrichtung dieses ersten Nationalparks war Boonsong Lekakun (* 15. Dezember 1907 in Songkhla, Süd-Thailand, † 9. Februar 1992 in Bangkok), einer der Gründer des Wildlife Fund Thailand und seinerzeit bekanntester Naturschützer des Landes. Als nach dem Zweiten Weltkrieg Jäger mit modernen Waffen die Population von Tigern und Krokodilen in Thailand nahezu ausrotteten und immer mehr Teakbäume in den Dschungelgebieten Thailands ohne Aufforstung abgeholzt wurden, wurde Boonsong aktiv. Er brauchte fast zehn Jahre, um seine Idee eines Naturschutzgebiets bei der Regierung durchzusetzen, indem er Hunderte von Briefen schrieb, Artikel in Magazinen verfasste, wissenschaftliche Zeitschriften übersetzte und sogar einen regelmäßigen Sendeplatz im Radioprogramm innehatte. Erst Premierminister Sarit Thanarat schenkte ihm Gehör, nachdem er mit Dr. Boonsong im Helikopter über das Dong Phaya Yen Gebirge geflogen war und die zerstörten Waldgebiete gesehen hatte. So wurde im Jahre 1962 der National Park Act, das Nationalpark-Gesetz erlassen. Seitdem gibt es insgesamt 138 entsprechend geschützte Gebiete (2003).

## Lage und Topographie

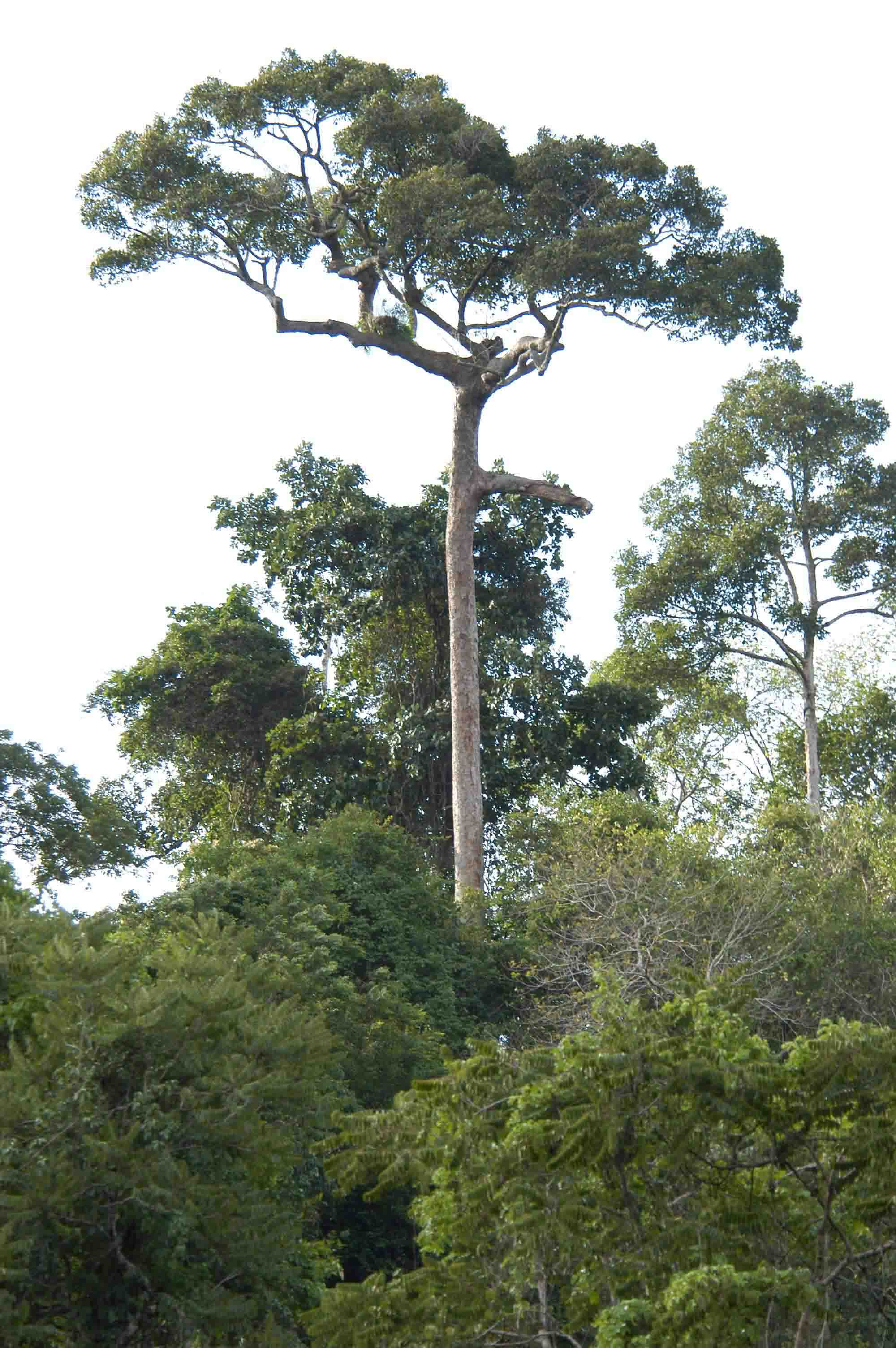
Das Kronendach überragender Baum im Nationalpark

Der Nationalpark Khao Yai liegt in der Sankamphaeng-Bergkette (thailändisch ทิวเขาสันกำแพง), mit seiner größten Fläche in der Provinz Nakhon Ratchasima (Khorat). Teile liegen aber auch in den benachbarten Provinzen Saraburi, Prachin Buri und Nakhon Nayok. Er ist mit 1.355.396 Rai (etwa 2172 km²) Ausdehnung der drittgrößte Park des Landes.
Der Park zeigt verschiedene Landschaftstypen, wie immergrüne Trocken-, Regen- und Wolkenwälder sowie Graslandschaften mit über 2000 verschiedenen Spezies der Pflanzenwelt. Die höchsten Erhebungen sind der Khao Rom mit 1351 Meter, Khao Lam mit 1326 Meter und der Khao Keaw mit 1292 Meter, während der größte Teil des Parks von einem Sandstein-Plateau mit Höhen zwischen 600 Meter und 1000 Meter gebildet wird. Daneben ist hier das Quellgebiet von fünf Flüssen: dem Nakhon Nayok im Süden, dem Lam Takhong, dem Praploeng im Norden, dem Prachin Buri und dem Muak Lek.

### Weltnaturerbestätte
Der Nationalpark Khao Yai zählt mit vier weiteren Schutzgebieten seit 2005 zum Weltnaturerbe Dong-Phaya-Yen und Khao-Yai-Waldkomplex der UNESCO. Die gesamte geschützte Fläche beträgt 6155 Quadratkilometer (615.500 ha).
- Nationalpark Khao Yai: 216.800 ha
- Nationalpark Thap Lan: 223.600 ha
- Nationalpark Pang Sida: 84.400 ha
- Wildreservat Dong Yai: 31.300 ha

## Klima
Infolge der etwas höheren Lage ändern sich die Temperaturen über das Jahr gesehen etwas stärker als im übrigen Thailand. Die Durchschnittstemperatur liegt bei 23 °C. Die mittlere jährliche Regenmenge beträgt etwa 3000 mm.
Das Klima ist tropisch-monsunal mit drei Jahreszeiten: die Regenzeit währt zwischen Mai und Oktober und speist die Wasserfälle zu erstaunlicher Größe, die kühle Jahreszeit dauert von November bis Februar (etwa 22 °C Tages- und 10 °C Nachttemperatur) sowie die heiße Jahreszeit von März bis April mit Temperaturen bis zu 35 °C.

## Flora und Fauna

### Flora
Die Vegetation des Nationalparks ist in fünf Kategorien unterteilt:
- Trockene Mischlaubwälder[2]

Diese Wälder befinden sich am Nordhang des Parks, auf einer Höhe zwischen 400 und 600 Metern. Dort findet man folgende Baumarten:
- Afzelia xylocarpa
- Pterocarpus macrocarpus auch Burma-Padouk
- Lagerstroemia calyculata, (Thai: ตะแบก Tabaek)
- Pterocymbium javanicum
- Gmelina arborea
- Großer Dornenbambus, Bambusa arundinacea

- Immergrüne Trockenwälder[2]

Diese Waldart befindet sich im Osten des Parks in den Provinzen Nakhon Ratchasima und Prachin Buri, in einer Höhenlage zwischen 100 und 200 Metern. Hier findet man z. B.:
- Dipterocarpus alatus
- Tetrameles nudiflora aus der Familie der Tetramelaceae
- Vatica cinerea
- Hopea odorata
- Marantaceae phrynium aus der Familie der Pfeilwurzgewächse
- Zahlreiche Bodengewächse der Familie der Ingwergewächse (Zingiberaceae)

- Tropische Regenwälder[2]

Der tropische Regenwald, der sich in der Höhenlage zwischen 400 und 1000 Metern befindet, bedeckt die Hauptfläche des Parks. Hier findet man u. a.:
- Die vom Aussterben bedrohten Bäume Dipterocarpus dyeri, Dipterocarpus baudii und Dipterocarpus gracilis
- Neolamarckia cadamba oder auch Anthocephalus cadamba aus der Familie der Rötegewächse (Rubiaceae)
- Dendrocalamus longispathus aus der Gattung der Dendrocalamus
- Freycinetia sp. aus der Gattung der Freycinetia
- Stenochlaena palustris aus der Familie der Rippenfarngewächse

- Immergrüne Bergwälder[2]

Ab einer Höhe von 1000 Metern ändert sich die Vegetation merklich, die Flügelfruchtgewächse (Dipterocarpaceae) lassen hier stark nach, diese werden durch Nacktsamigen Pflanzen (Gymnospermae), dieses sind z. B.:
- Oleanderblättrige Steineiben (Podocarpus neriifolius)
- Podocarpus imbricatus
- Dacrydium elatum aus der Gattung der Harzeiben (Dacrydium)

- Grasland[2]

### Fauna

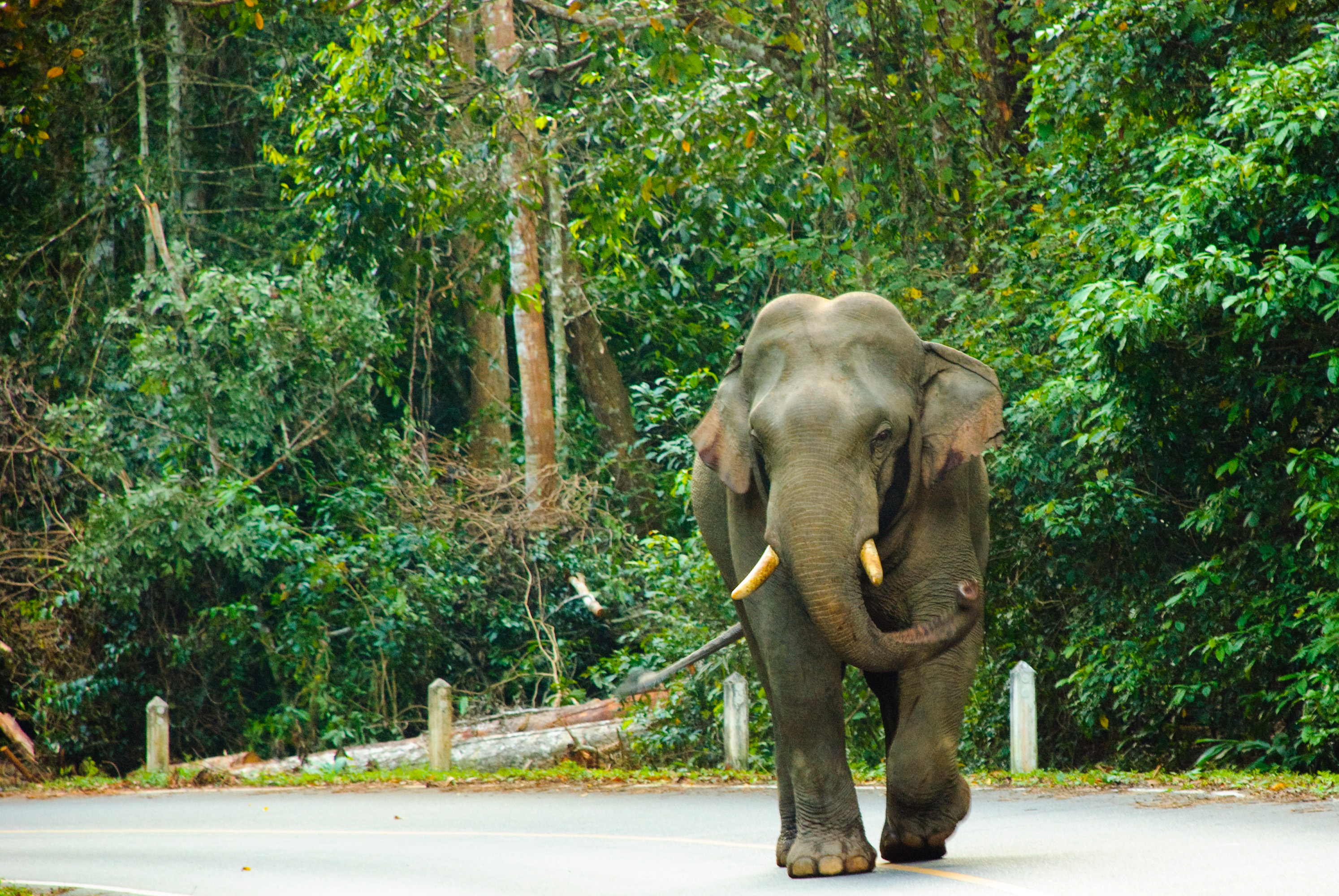
Ein wilder Asiatischer Elefant auf einer Straße im Nationalpark

Insgesamt 72 verschiedene Säugetier-Arten kommen in Khao Yai vor. Zusammen mit drei benachbarten Nationalparks, die alle zur Welterbestätte der UNESCO zählen, beherbergt der Reservatskomplex 112 Säugetierarten. Der Park ist insbesondere ein Refugium für große Säuger, wie dem Asiatischen Elefant und Indochinesischen Tiger, die in vielen Teilen Südostasiens bereits ausgerottet sind. Auch seltenen Wildrindern bietet der Park noch eine Heimat. So leben etwa 150 Gaure und etwa zehn Exemplare der seltenen Bantengs im Park. Gelegentlich gibt es auch unbestätigte Berichte über Vorkommen des Wilden Wasserbüffels. Der Gesamtbestand der Elefanten wird auf rund 300 Tiere geschätzt. Weitere große Pflanzenfresser sind der Sambarhirsch und Waldziegenantilopen. Unter den zahlreichen Raubtierarten sind Leopard, Nebelparder, Marmorkatze, Bengalkatze, Asiatischer Wildhund, Binturong, Indischer Fischotter, Kragenbär und Malaienbär hervorzuheben. Die Affen sind durch Javaneraffe, Schweinsaffe, Bärenmakak, Haubenlangur und zwei Gibbonarten (Weißhandgibbon und der seltene Kappengibbon) vertreten. 358 verschiedene Vogelarten können im Nationalpark beobachtet werden. In einer Höhle am Rande des Parks leben etwa eine Million Fledermäuse, die sich von Insekten ernähren.

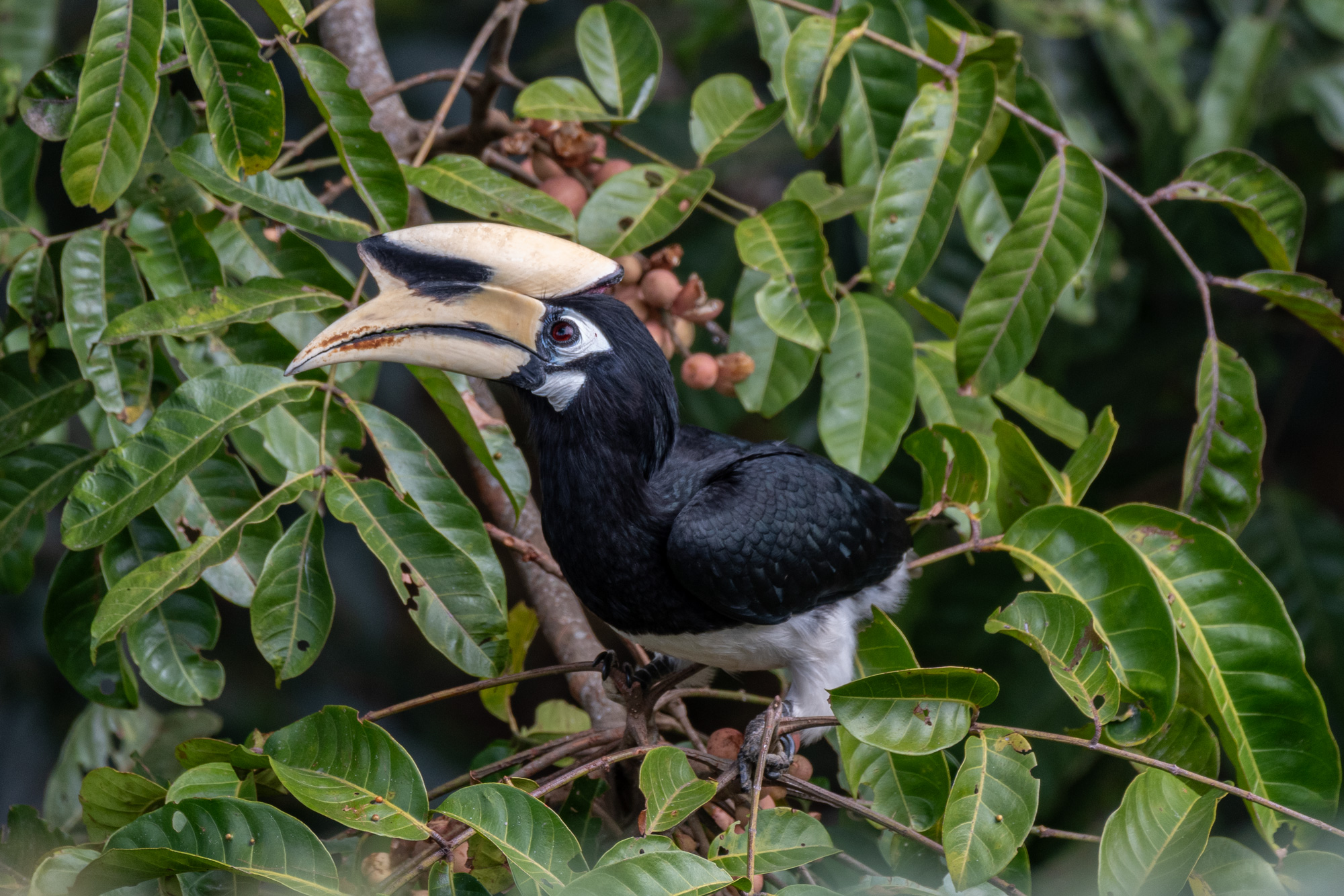
Orienthornvogel
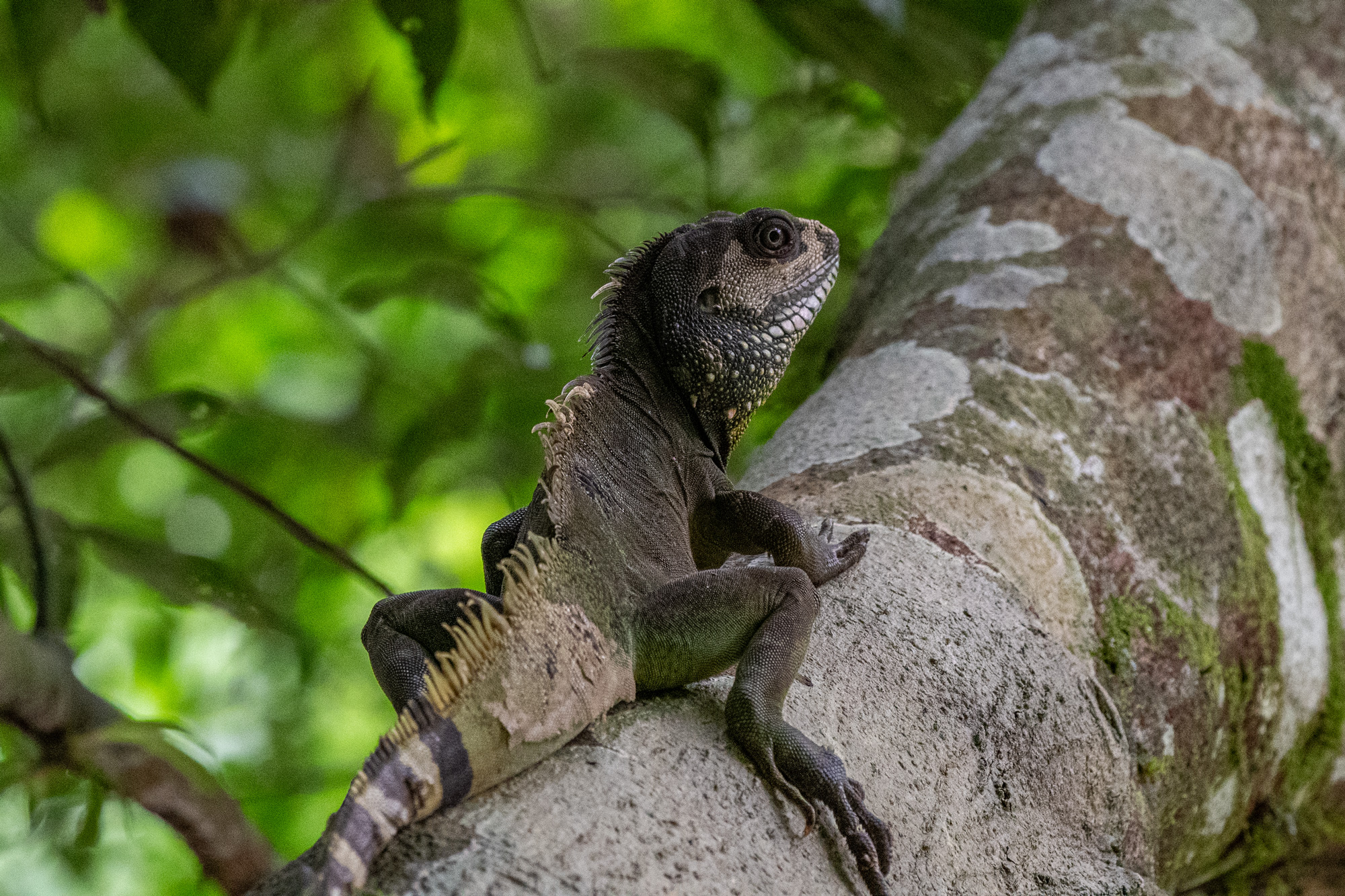
Grüner Wasserdrache
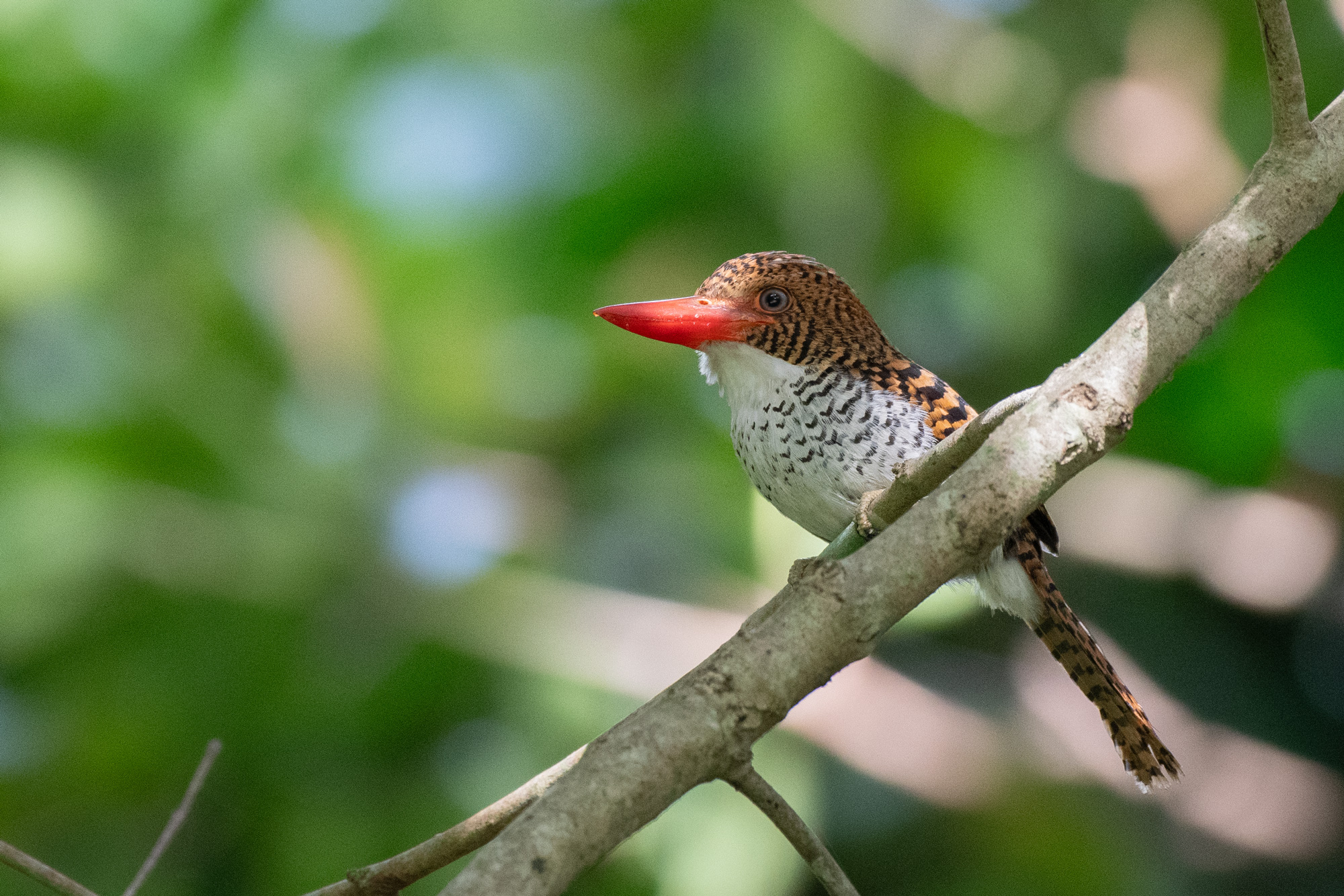
Wellenliest
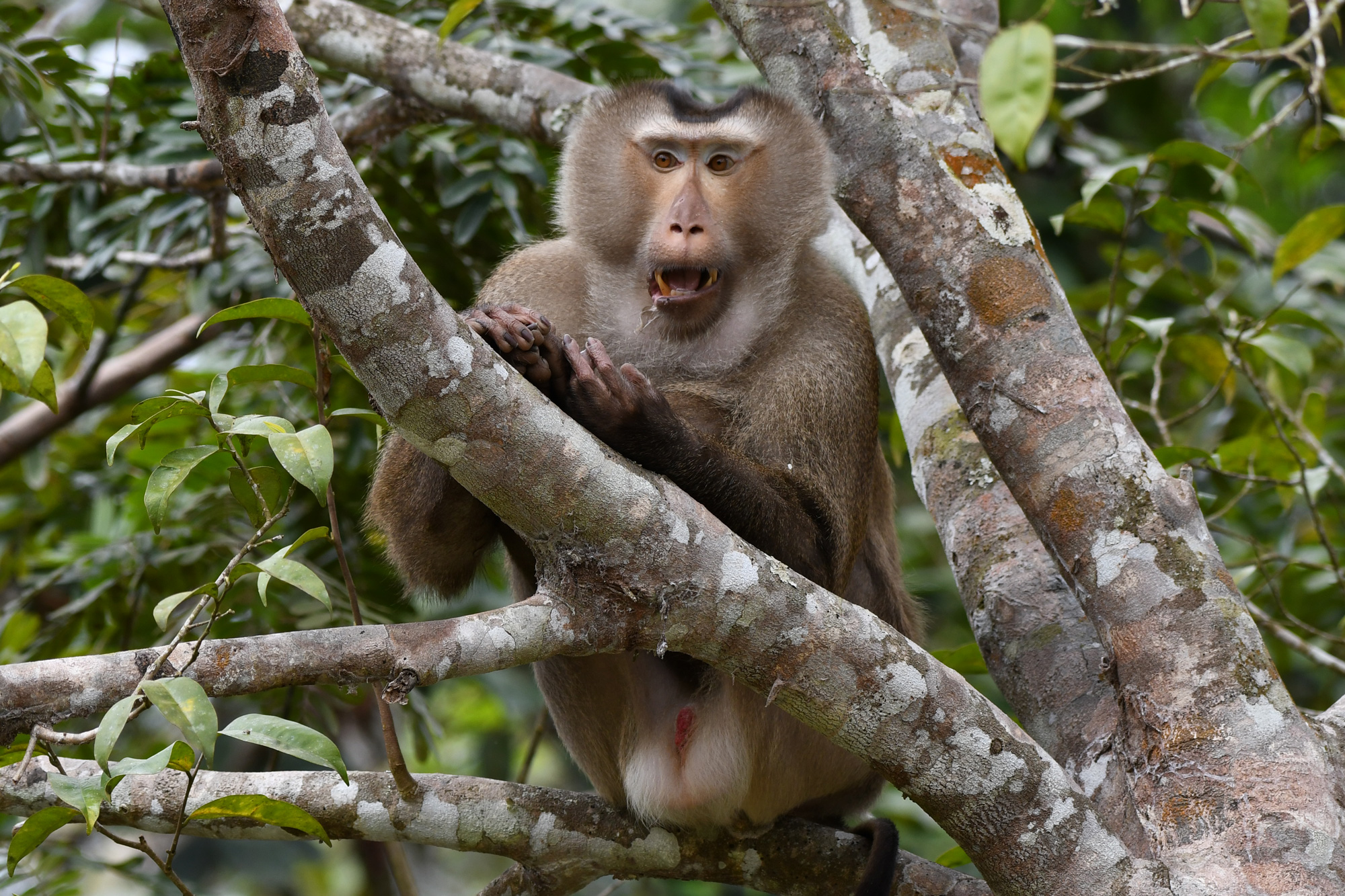
Nördlicher Schweinsaffe

## Sehenswertes
Der Schrein Chao Phor Khor Yai liegt an der Thanarat Road km 24 und bildet einen Ort zur Verehrung für die Gläubigen.
Von den zahlreichen Wasserfällen im Khao Yai sind zu nennen:
- Haew Narok-Wasserfall: im Norden des Nationalparks, mit 80 m Fallhöhe ein spektakulärer Anblick, besonders in den Monaten der Regenzeit (Mai bis Oktober).
- Namtok Sarika-Wasserfall: mit einem Badesee am Fuß in der Provinz Nakhon Nayok gelegen, der von thailändischen Touristen geschätzt wird.
- Haew Suwat-Wasserfall: am Ende der Thanarat Road, 20 Meter hoher Wasserfall am Oberlauf des Lam Takhong mit üppiger Pflanzenwelt (Orchideen blühen von März bis Mai), der Badesee kann während starkem Regen gefährlich sein.
- Khong Kaeo-Stromschnelle: ein kleinerer Wasserfall am Lam Takhong, etwa 100 Meter von der Parkverwaltung entfernt an der Grenze der Provinzen Nakhon Nayok und Nakhon Ratchasima gelegen.

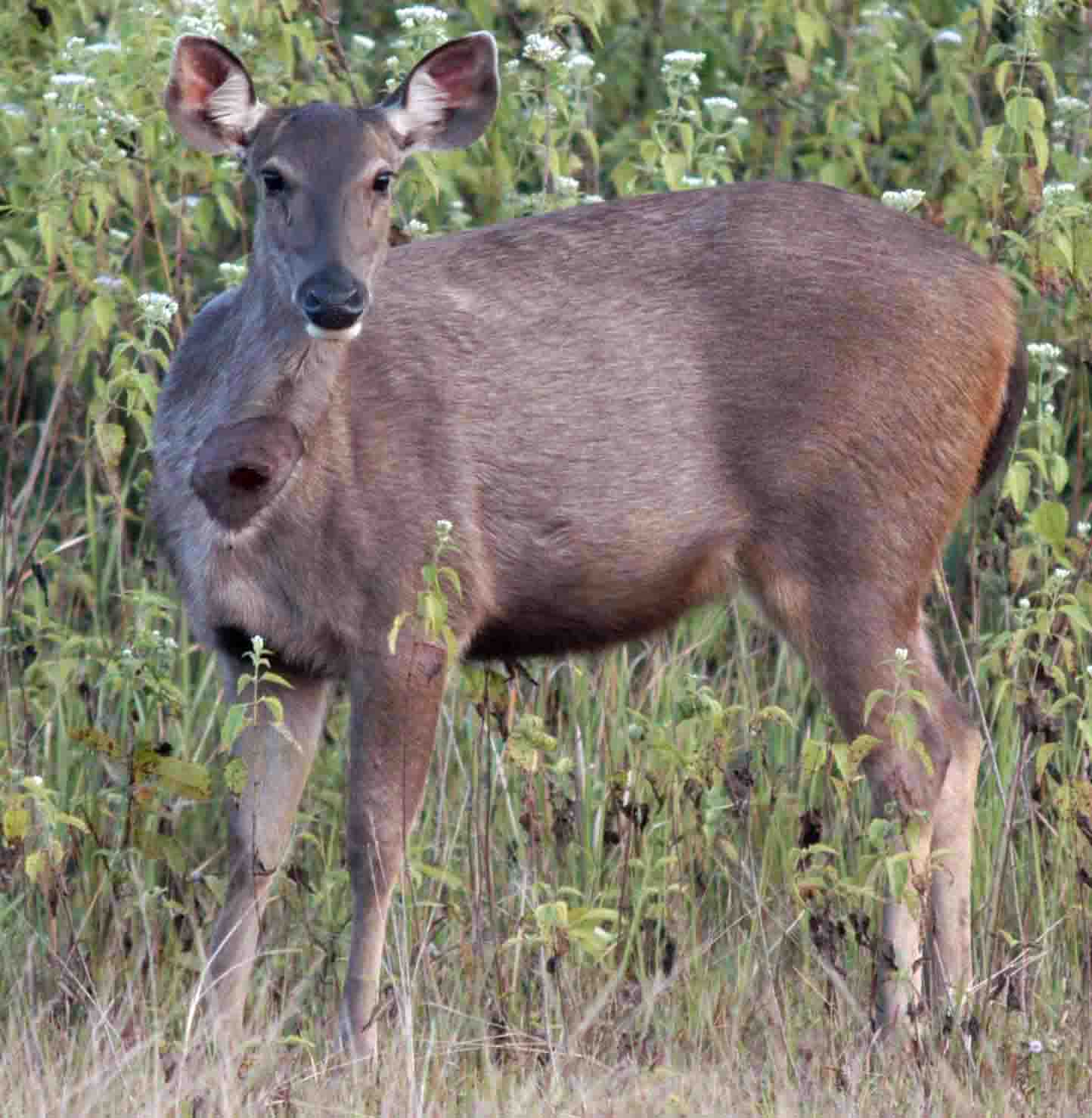
Sambarhirsch im Nationalpark

## Tourismus
Die Anzahl der Parkbesucher ist in den letzten Jahren angestiegen. Waren es im Jahre 1966 noch ca. 41.000 Besucher, so waren es 1996 bereits über eine Million. Die meisten Besucher sind Tagestouristen aus den Provinzen der Umgebung bis hin nach Bangkok, die sich auf den über 50 ausgeschilderten Pfaden den Park erwandern können.